# Lycée Français de Los Angeles
Lycée Français de Los Angeles - prywatna dwujęzyczna szkoła podstawowa i średnia w Los Angeles. Ukończyło ją wiele amerykańskich aktorek, np. Jodie Foster.